# Peperomia ciliolata
Peperomia ciliolata är en pepparväxtart som beskrevs av Friedrich Anton Wilhelm Miquel. Peperomia ciliolata ingår i släktet peperomior, och familjen pepparväxter. Inga underarter finns listade i Catalogue of Life.